# Daria-i-Noor
Daria-i-Noor (tiếng Ba Tư:دریای نور, có nghĩa là "biển ánh sáng" trong tiếng Ba Tư; cũng được viết chính tả Darya-ye Noor) là một trong những viên kim cương cắt gọt lớn nhất thế giới, nặng khoảng 182 cara (36 g). Viên kim cương có màu hồng nhạt, là một trong những màu sắc hiếm nhất tìm được trên kim cương. Daria-i-Noor nằm trong bộ sưu tập trang sức hoàng gia Iran của ngân hàng trung ương Iran tại Tehran.

## Lịch sử
Viên kim cương này, giống như Koh-i-Noor, được khai thác tại Paritala-mỏ Kollur ở bang Andhra Pradesh, Ấn Độ. Ban đầu do triều đại Kakatiya sở hữu, về sau bị triều đại Khilji của tộc người Turk cướp phá và chuyển đến hoàng đế Mughal. Năm 1739, hoàng đế Nader Shah của Ba Tư xâm lược miền Bắc Ấn Độ và chiếm Delhi. Khi thanh toán trả lại vương miện của Ấn Độ cho hoàng đế Mughal, Muhammad, ông đã sở hữu toàn bộ kho báu huyền thoại của triều đại Mughal, bao gồm cả Darya-i-noor, ngoài ra còn có Koh-i-noor và ngai vàng chim công. Nhiều trong số báu vật khác nằm trong bộ sưu tập trang sức vương miện Iran.

## Liên kết có thể
Năm 1965, một nhóm nghiên cứu Canada tiến hành nghiên cứu trang sức vương miện Iran kết luận rằng Darya-ye Noor cũng có thể từng là một phần của viên kim cương lớn màu hồng, từng được đính vào ngai vàng hoàng đế Mughal Shah Jahan và được mô tả trong sổ nhật ký của thợ kim hoàn người Pháp Jean-Baptiste Tavernier vào năm 1642, ông gọi nó là viên kim cương Great Table ("Diamanta Grande Table"). Viên kim cương này có thể đã bị cắt thành hai viên; phần lớn hơn là Darya-ye Noor; phần nhỏ hơn được cho là viên kim cương Noor-ul-Ain 60 cara (12 g), hiện tại đính vào vương miện trong bộ sưu tập Hoàng gia Iran. Người ta cho rằng một phần khác của viên kim cương này nằm trong tầng hầm ngân hàng Sonali của Bangladesh. Năm 1987, viên kim cương đã được xác nhận là có thật.